# Сен-Морис (Валь-де-Марн)
Сен-Мори́с (фр. Saint-Maurice) — муниципалитет во Франции, в регионе Иль-де-Франс, департамент Валь-де-Марн. Население — 14 586 человек (2011).
Муниципалитет находится на расстоянии около 8 км на юго-восток от Парижа, 4 км на юго-запад от Кретея.
Первоначально до 1842 года коммуна носила название Шарантон-Сен-Морис. В 1929 году потеряла половину своей территории после аннексии Парижем Венсенского леса, часть которого принадлежала Сен-Морису.
На территории современного Сен-Мориса находится психиатрическая больница Шарантон. 10 мая 1645 года монашеским орденом Милосердных братьевБонифратры в Шарантоне был открыт госпиталь для бедных, в первую очередь, — душевнобольных. Он был одним из ряда аналогичных больниц для психически больных людей, которые создавались орденскими братьями в различных странах Европы, начиная с 1537 года, когда был основан первый такой орден в Испании.

## Экономика
В 2010 году в муниципалитете числилось 6157 налогооблагаемых домохозяйств в которых проживало 13451 человека, медиана доходов составляла 25365 евро на одного человекопотребителя.

## Персоналии
- Хассан Йебда (род. 1984) — алжирский футболист, полузащитник.
- Фере, Пьер (1830—1911) — французский аббат, богослов, духовный писатель и историк церкви.